# Feigneux
 Feigneux  es una población y comuna francesa, en la región de Picardía, departamento de Oise, en el distrito de Senlis y cantón de Crépy-en-Valois.

## Demografía
| 241 | 225 | 224 | 254 | 425 | 468 |
| Para los censos de 1962 a 1999 la población legal corresponde a la población sin duplicidades (Fuente: INSEE [Consultar]) |     |     |     |     |     |